# Pseudopostega contigua
Pseudopostega contigua là một loài bướm đêm thuộc họ Opostegidae. Nó được miêu tả bởi Donald R. Davis và Jonas R. Stonis, 2007. Nó được tìm thấy ở riparian forest along the Rio Negro of miền nam Venezuela.
Chiều dài cánh trước khoảng 2 mm. Con trưởng thành bay vào tháng 12.